# Michael Staksrud
Michael Staksrud, né le 2 juin 1908 à Tingelstad et décédé le 10 novembre 1940 à Gjersjøen est un patineur de vitesse norvégien.

## Carrière
Il fait partie de la vague de patineurs norvégiens avec Ivar Ballangrud et Hans Engnestangen qui ont dominé les années 1930. Il remporte durant sa carrière trois titres de champion du monde toutes épreuves et deux titres de champion d'Europe. Malgré ces podiums, il n'a jamais remporté de médaille olympique en trois participations aux Jeux d'hiver entre 1928 et 1936, son meilleur résultat restant une septième place au 5 000 m en 1928 à Saint-Moritz.

## Palmarès
| Compétition                           | Or               | Argent     | Bronze |
| Championnats du monde toutes épreuves | 1930, 1935, 1937 | 1932, 1933 | 1929   |
| Championnats d'Europe toutes épreuves | 1934, 1937       | 1930       |        |

## Records du monde
Il a battu deux records du monde durant sa carrière, celui du 3 000 m en 1933 et du 1 500 m en 1937.